# Bengt Brodin
Bengt Olov Brodin, född 29 oktober 1911 i Uppsala, död 8 maj 1965 i Sollefteå, var en svensk militär. 

## Biografi
Brodin tog studentexamen i Uppsala 1930. Vid Upplands regemente blev han fänrik 1933, underlöjtnant 1935 och löjtnant 1937. Åren 1938–1940 genomgick han Krigshögskolan och blev 1941 aspirant i generalstabskåren.  Han befordrades till kapten i generalstabskåren 1943. Åren 1945–1949 tjänstgjorde han som lärare i taktik och stabstjänst vid Krigshögskolan. Brodin gjorde trupptjänst vid Jämtlands fältjägarregemente 1949–1952. Han utsågs till major och chef för Arméns jägarskola 1952. Från 1957 tjänstgjorde han vid  Bohusläns regemente. Han befordrades till överstelöjtnant och utsågs till inskrivningschef vid  Västernorrlands regemente 1959.